# 破山海明
破山海明（1597年—1666年），世称破山禅师或破山和尚，俗姓蹇，名栋宇，字懒愚，顺庆府广安州（今四川省大竹县）人，明末清初禅宗临济宗高僧、诗人、书法家。破山海明是双桂堂的开山祖师，被誉为“小释迦”。

## 生平
1597年（明朝万历二十五年），破山海明出生在顺庆府广安州（今四川省大竹县），祖籍渝州巴县（今重庆市）。父名蹇宏（弘），母徐氏。14岁时父母双亡。
19岁时，破山海明在本地寺庙削发出家，法名海明，号旭东。1616年（万历四十四年），破山海明走出四川。1619年（万历四十七年），破山海明来到蘄州黄梅破头山结庐，在四祖寺、东禅寺参禅，阅读佛经和高僧语录。破山海明看到大明江山沦丧，山河破碎，自号破山。1622年（天启二年），他拄杖东游，来到宁波府鄞县，拜入天童寺高僧天童密云禅师门下，是“临济正宗第三十六代祖师”。1632年（崇祯五年），“大难七次”的破山，辞别天童密云西归四川，先后在万县广济寺，梁平县太平寺、万年寺讲经说法，刊刻经书，振兴禅院。破山海明接受反清复明将领姚玉麟的邀请，回到夔州府梁山县（今重庆市梁平区），在姚玉麟屯兵之地金城山传法。1653年（清朝顺治十年），破山海明在梁平县万竹山始建双桂堂，亲自题写门联“二株嫩桂久昌昌，正快时人鼻孔；数亩荒田暂住住，稍安学士心肠”，寺院被誉为“西南丛林之首”、“第一禅林”、“宗门巨擘”。1666年（清朝康熙五年），破山海明圆寂。

## 著作
- 《双桂草》
- 《破山禅师语录》
- 《破山禅师年谱》（弟子撰写）
- 熊少华 (编). . 重庆市: 重庆出版社. 2014. ISBN 9787229070748.

### 代表作
《自赞诗》：“这个川老蜀，浑无奇特处。问禅禅不知，问教教非熟。懒散三十年，人天忽推出。握条短杖藜，打佛兼打祖。”
《破山禅师语录》卷九《示空外禅人》：“天地间为人，为到出家地步，极快活、极自在，无荣与人，无辱与人，天子不臣，诸侯不友，啸傲云山，吃清茶，饮清水，乐时曲，虎鹿为邻，松竹为伴，眼界自清，不同俗尘，通身彻底，唯一天真，天真之趣，花笑鸟鸣。”

## 弟子
破山海明有弟子87人，其中著名的有：丈雪通醉。

## 拓展阅读
- 熊少华. . 重庆市: 重庆出版社. 2019. ISBN 9787229140908.

| 佛教頭銜          | 佛教頭銜                       | 佛教頭銜          |
| ----------------- | ------------------------------ | ----------------- |
| 前任者： 天童密雲 | 临济宗第36代祖师 1622年–1666年 | 繼任者： 丈雪通醉 |